# 正雀
正雀（しょうじゃく）は、大阪府摂津市にある地名。現行行政地名は正雀一丁目から正雀四丁目。

## 地理
摂津市の北西部に位置し、東に三島と東正雀、西に正雀本町、南に北別府町、北に庄屋と接している。

### 河川
- 安威川
- 山田川

## 世帯数と人口
2020年（令和2年）4月30日現在（摂津市発表）の世帯数と人口は以下の通りである。
| 丁目       | 世帯数    | 人口    |
| ---------- | --------- | ------- |
| 正雀一丁目 | 483世帯   | 1,087人 |
| 正雀二丁目 | 451世帯   | 874人   |
| 正雀三丁目 | 653世帯   | 1,312人 |
| 正雀四丁目 | 826世帯   | 1,639人 |
| 計         | 2,413世帯 | 4,912人 |

### 人口の変遷
国勢調査による人口の推移。
| 1995年（平成7年）  | 5,541人 | [ 5 ] |  |
| 2000年（平成12年） | 5,057人 | [ 6 ] |  |
| 2005年（平成17年） | 4,815人 | [ 7 ] |  |
| 2010年（平成22年） | 4,537人 | [ 8 ] |  |
| 2015年（平成27年） | 4,418人 | [ 9 ] |  |

### 世帯数の変遷
国勢調査による世帯数の推移。
| 1995年（平成7年）  | 2,174世帯 | [ 5 ] |  |
| 2000年（平成12年） | 2,066世帯 | [ 6 ] |  |
| 2005年（平成17年） | 2,101世帯 | [ 7 ] |  |
| 2010年（平成22年） | 2,019世帯 | [ 8 ] |  |
| 2015年（平成27年） | 2,063世帯 | [ 9 ] |  |

## 学区
市立小・中学校に通う場合、学区は以下の通りとなる（2018年8月時点）。
| 丁目       | 番・番地等 | 小学校             | 中学校             |
| ---------- | ---------- | ------------------ | ------------------ |
| 正雀一丁目 | 全域       | 摂津市立味舌小学校 | 摂津市立第一中学校 |
| 正雀二丁目 | 全域       | 摂津市立味舌小学校 | 摂津市立第一中学校 |
| 正雀三丁目 | 全域       | 摂津市立味舌小学校 | 摂津市立第一中学校 |
| 正雀四丁目 | 全域       | 摂津市立味舌小学校 | 摂津市立第一中学校 |

## 事業所
2016年（平成28年）現在の経済センサス調査による事業所数と従業員数は以下の通りである。
| 丁目       | 事業所数 | 従業員数 |
| ---------- | -------- | -------- |
| 正雀一丁目 | 14事業所 | 296人    |
| 正雀二丁目 | 18事業所 | 96人     |
| 正雀三丁目 | 22事業所 | 152人    |
| 正雀四丁目 | 29事業所 | 146人    |
| 計         | 83事業所 | 690人    |

## 交通
- 大阪府道14号大阪高槻京都線
- 大阪府道147号正雀一津屋線

なお、阪急電鉄京都本線正雀駅が所在する町丁は、摂津市側（駅舎が含まれる）が「阪急正雀」、吹田市側（ホームの半分以上が含まれる）が「岸部南」である。

## 施設
- 大阪薫英女学院中学校・高等学校
- 摂津市民図書館
- 摂津市立正雀体育館

## その他

### 日本郵便
- 郵便番号 : 566-0023[3]（集配局：摂津郵便局[12]）。